# Processo Bayer

Schema del processo Bayer

Il processo Bayer è il metodo principale, e ad oggi maggiormente usato, per produrre alluminio dalla bauxite. Prende il nome da Carl Josef Bayer che lo inventò nel 1887. 

## Descrizione del processo
La bauxite (Al2O3•nH2O) è il minerale più importante da cui si ricava l'alluminio, ma contiene solamente il 30-54% di allumina, Al2O3, mentre la restante parte è formata principalmente da silice (ovvero biossido di silicio, SiO2), ossidi di ferro e diossido di titanio.
L'allumina, dunque, necessita di un processo di purificazione prima di poter essere trasformata in alluminio metallico. Nel processo Bayer la bauxite viene lavata con una soluzione di idrossido di sodio, NaOH, a 175 °C (fase generalmente chiamata digestione). Questa operazione converte l'allumina in Al(OH)4-, secondo la reazione:
{\displaystyle \mathrm {Al_{2}O_{3}\cdot nH_{2}O+NaOH\ {\xrightarrow {\triangle }}\ Na\left[Al(OH)_{4}\right](+Fe_{2}O_{3}+TiO_{2}+...)} }
Gli altri componenti della bauxite non possono essere dissolti nel bagno idrossilico; vengono perciò filtrati e scartati quali impurità solide. La mistura di tali impurità solide viene gergalmente chiamata fango rosso e presenta non pochi problemi di smaltimento. Successivamente il bagno idrossilico viene raffreddato, consentendo all'idrossido di alluminio di precipitare sotto forma di solido bianco e vaporoso; tale fase è detta, per l'appunto, precipitazione.
{\displaystyle \mathrm {Na\left[Al(OH)_{4}\right]\ {\xrightarrow {\mathcal {5}}}\ Al(OH)_{3}+NaOH} }
Infine, l'idrossido di alluminio viene scaldato fino a 1050 °C, temperatura alla quale inizia la decomposizione chimica in allumina (fase di calcinazione), con rilascio di vapor d'acqua:
{\displaystyle \mathrm {2\ Al(OH)_{3}\ {\xrightarrow {\triangle }}\ Al_{2}O_{3}+3\ H_{2}O} }
Gran parte dell'allumina prodotta mediante processo Bayer subisce elettrolisi per la produzione di alluminio.